# Wie moet er hangen?
Wie moet er hangen? is een hoorspel naar Who Goes Hang? (1958) van Stanley Hyland. Het werd op 4 november 1961 in een bewerking van Michael Hardwick door de BBC uitgezonden. Jan van Ees vertaalde het en de AVRO zond het op donderdag 7 september 1967 uit. De regisseur was Dick van Putten. De uitzending duurde 91 minuten.

## Rolbezetting
- Wam Heskes (de coronor)
- Willy Ruys (dokter Burberry)
- Huib Orizand (inspecteur Macauley)
- Paul van der Lek (Hubert Bligh)
- Fé Sciarone (Helen Bligh)
- Frans Somers (Henry Ransome)
- Jan Borkus (Arthur Forest)
- Harry Bronk (Christopher Peacock)
- Wiesje Bouwmeester (Mrs. Kimmis)
- Piet Kamerman (Oliver Passmore)
- Joop van der Donk (Alex Beasley)
- Han König (Nigel Lane)
- Paul Deen (Richard Gilfillan)
- Jos van Turenhout (Trilling)
- Herman van Eelen (Lavaleid)

## Inhoud
Fred Armytage, een werkman die herstellingen uitvoert aan de klokkentoren van het Palace of Westminster, ontdekt een gemummificeerd lichaam in de muurholte onder de ruimte waarin de Big Ben hangt. Het lichaam is dat van een ongeveer 40 jaar oude man, gekleed in de kledij van het midden van de 19de eeuw. De ingeslagen schedel wijst erop dat het om moord gaat. Onder degenen die aanwezig zijn bij de lijkschouwing  - geleid door de Koninklijke Lijkschouwer - is een jong parlementslid, Hubert Bligh. Hij geraakt geïntrigeerd door dit geval en stelt een onpartijdig comité van parlementsleden samen om het verder uit te pluizen. Elk lid zal een verschillende onderzoekslijn volgen…